# Sziléziai menedékház
A Sziléziai ház (szlovákul Horský hotel Sliezsky dom) egy hegyi szálló és menedékház a Magas-Tátrában, 1676 méter magasan, mely gépkocsival is megközelíthető az erre engedéllyel rendelkezők számára.

## Fekvése
A Tátraszéplak (Tatranská Polianka) feletti Felkai-völgyben (Velická dolina) lévő Felkai-tó déli csücskénél található.

## A menedékház története
A Felkai-tó keleti partja 1871-bem kezdett kőépületekkel beépülni. 
A Felkai turistalak (Felka) a Felkai-tó közelében 1861-ben épült, de 1874-ben súlyosan megrongálódott.
Sziléziai menedékház vagy más néven Sziléziai ház (1676 m) (Sliezsky dom): 1895-ben a Magyarországi Kárpát Egyesület (MKE) sziléziai szekciója a Wrocław felépíttette a tó nyugati partján az első Sziléziai házat, először mint földszintes faépületet. 1962. november 29-ről 30-ára virradó éjszakán egy autogén-hegesztőkészülék elővigyázatlan használata miatt az épület a lángok martaléka lett. Három év múlva kezdték építeni az új 9200 m3 térfogatú, városi szállodai berendezéssel ellátott, sok férőhelyes „Gerlach alatti palotát” ahogy az akkori lapok nevezték. 1968-tól fogadja mai formájában a látogatókat.
A Sziléziai ház közvetlen közelében az utóbbi ötven évben tíz ember vesztette életét, közülük néhányan csak pár méterre voltak a bejárattól.

## Szálláshelyek

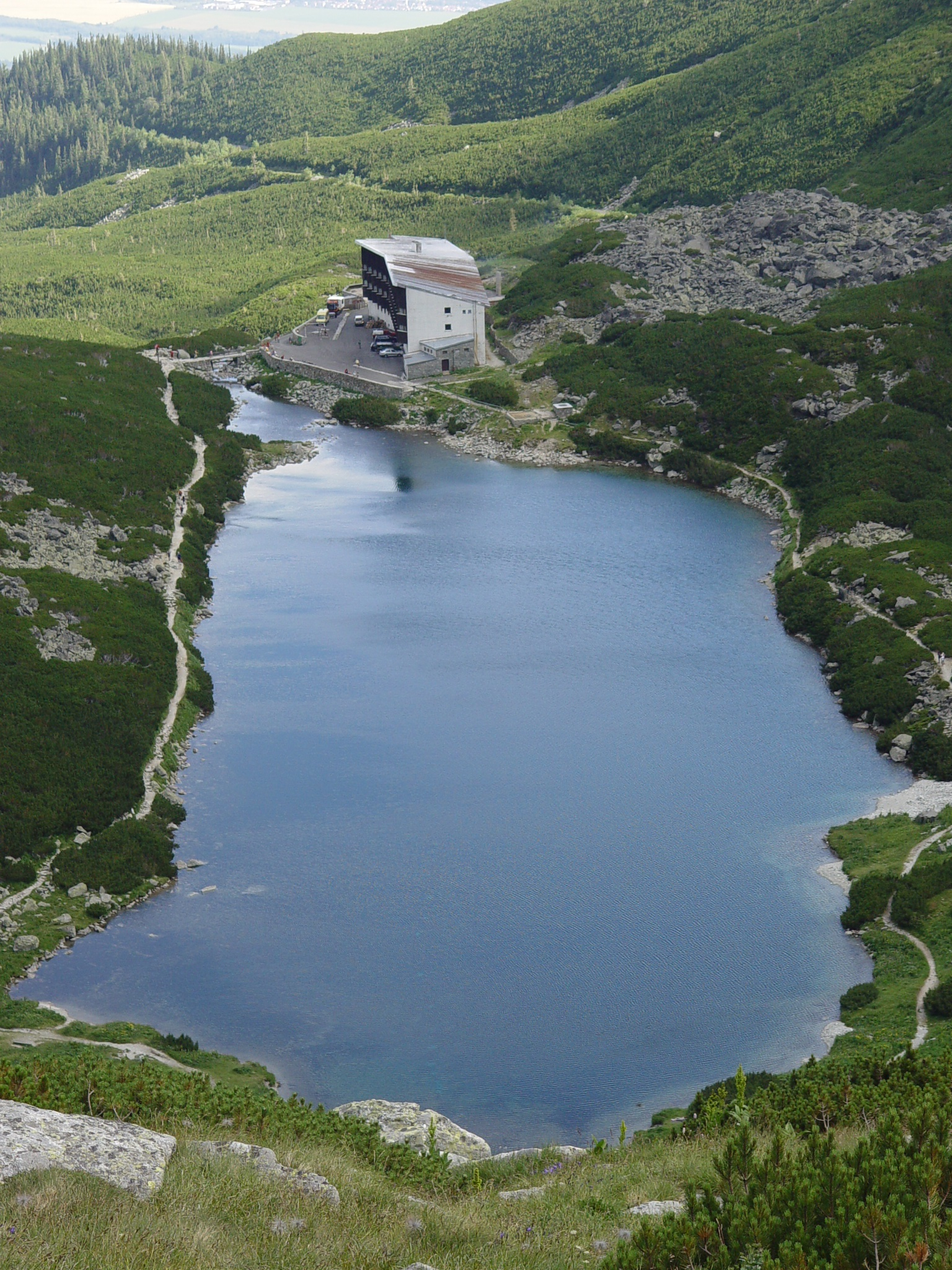
A Sziléziai ház a Felkai-völgyben

A szállodai részben 40 ágy 1-, 2- és 3-ágyas szobákban, a menedékházi részben 80 ágy 4- és 6-ágyas szobákban. 
Vendéglő: 140 személyes étteremmel és önkiszolgáló résszel, kávézó, klubszoba. Egész évben nyitva. Télen az utat a hóból kiálló póznákkal jelzik. 
A hegyiszolgálat állomása.

## Megközelítése
- Tátraszéplakról: a zöld  jelzésen, 2 ó.
- Ótátrafüredről: a sárga  jelzésen, a balról jövő zöld  jelzésig, 2 ó, tovább ezen a szállóig, 20 p.
- Tarajkáról: piros jelzésen   (Magisztrála), 2 ó 30 p.
- Gépkocsival Tátraszéplakról (Tatranská Polianka) Felkai-völgyben – (Velická dolina) a Sziléziai-házhoz vezető autóúton. Behajtás csak a szálló vendégei részére.

## Túravidéke
A Gerlachfalvi-csúcs, a Kis-Viszóka-csúcs és a Bibircs gerincvonulatának csúcsai.

## Jelzett turistautak
- A Batizfalvi-tóhoz a Batizfalvi-völgyben: a piros jelzésen   (Magisztrála), 1 ó 30 p.
- A Poprádi-tavi Hegyi Szállóhoz, a Menguszfalvi-völgyben: a piros jelzésen   (Magisztrála), 4 ó.
- Javorinára a Lengyel-nyergen át: a zöld   jelzésen és a Poduplaszki-völgyön végig a kék   jelzésen, összesen 6 ó.
- A Hosszú-tavi menedékházhoz, a Nagy-Tarpataki-völgybe, a Lengyel-nyergen: a zöld   jelzésen és a Rovátkán át: a kék  jelzésen.

## Források

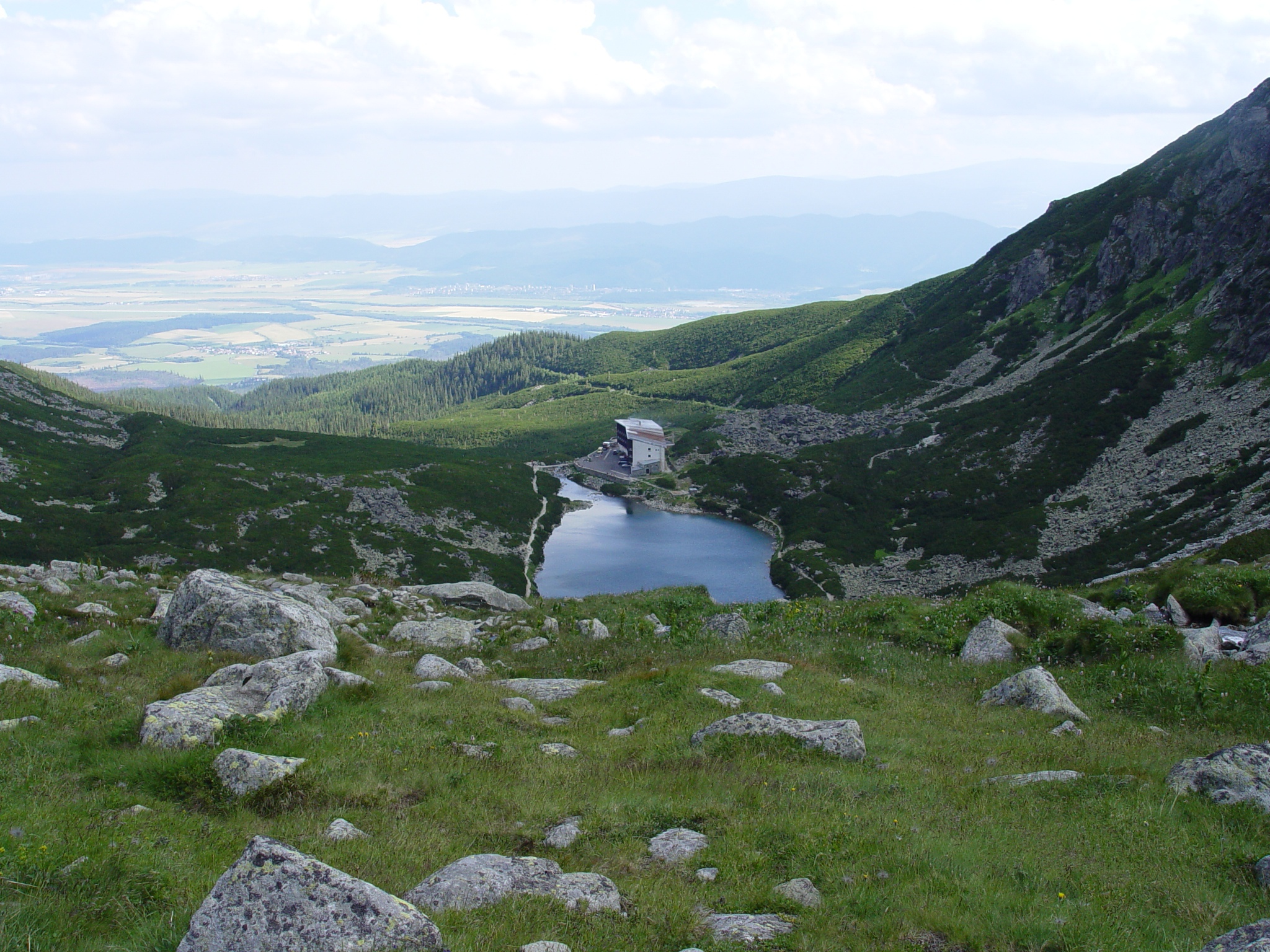
A Szilézia ház és környéke